# 唐炳源
唐炳源，CBE，JP[?]（1898年9月8日—1971年6月17日），字星海，來自中國江蘇的香港實業家和政治家，南海紗廠創辦人，1964年和1968年分別獲港英政府委任為立法局和行政局非官守議員，有「紡織大王」之稱。
唐炳源生於江蘇無錫，為望族毗陵唐氏族人，早年受教於上海聖約翰大學、北京清華學堂和美國麻省理工學院，1923年返華後，協助父親唐保謙打理棉織品和麵粉等實業，家族擁有的慶豐紡織廠在中日戰爭前夕更是無錫七大紡織企業之一。戰後，唐炳源因中國大陸局勢動盪，於1947年遷居香港，翌年創立南海紗廠，紗廠在1964年上市時，公司的法定資本和實收資本比當時另外兩家上市紡織企業會德豐紡織和南洋紗廠還要高。
唐炳源也熱心香港的公益事業，他曾出資300萬港元捐建香港中文大學圖書館大樓，在1968年的時候又參與創立香港公益金，旋獲推舉出任公益金的首任會長。他在1971年因急病逝世時，仍身兼行政局非官守議員、香港大學校董、香港中文大學校董、香港中文大學新亞書院校董會主席、香港理工學院籌劃委員會主席和公益金副贊助人等要職。
為表揚他對香港社會的貢獻，唐炳源在1964年獲港府奉委為非官守太平紳士、1967年獲英廷頒授OBE勳銜、1970年再獲頒CBE勳銜、以及在1968年獲香港中文大學頒授榮譽法學博士學位。

## 生平

### 早年生涯
唐炳源在1898年9月8日生於江蘇無錫，家族毗陵唐氏早於清代已為當地望族。父親唐保謙（1866年－1937年）為實業家，在當地營辦布莊、米行、油廠、磚瓦廠和紡織廠，累積不少財富。唐炳源在家中三兄弟中排行第二，長兄和三弟分別名叫唐肇農和唐曄華，其中長兄畢業於上海大同大學，嘗任江蘇省議會議員。
唐炳源早年先後受教於上海聖約翰大學和北京清華學堂。在1920年從清華學堂畢業後，他獲北洋政府頒發獎學金，同年9月抵美國麻省深造，入讀麻省理工學院轄下的洛厄爾學院（Lowell Institute），主修紡織工程，復於1923年獲麻省理工學院頒授工程學士學位。

### 實業生涯
從麻省理工學院畢業後，唐炳源在1923年自美返華，協助父親打理在上海和無錫的棉織品和麵粉等業務，嘗任慶豐紡織印染股份有限公司董事、九豐麵粉公司董事、潤豐荳油公司董事和江南水泥公司董事等職，後來又擔任美國汽車生產商佳士拿的中國代理。在1926年，他進而兼任慶豐紡織印染股份有限公司總經理，該廠生產的「雙魚吉慶牌」棉紗、「雙魚牌」平布和「牧童牌」平布行銷國內市場。及至中日戰爭爆發前，慶豐紡織廠已成為無錫七大紡織企業之一，擁有的紗錠達6.47萬枚、線錠達4,024枚，而織布機也有725台，具一定規模。
在1947年，唐炳源因中國大陸局勢動盪、主權面臨易幟而南遷香港，憑藉自己的營商經驗，再加上擁有從上海帶來的資金、技術和設備，他旋於翌年創立南海紡織有限公司（中國數碼信息有限公司前身），自任董事長，並在荃灣青山道開設規模龐大的南海紗廠。鑑於戰後香港廉價勞工供應充足，再加上海外市場需求殷切，南海紗廠的棉織品早於1950年代已率先打入西方英美市場。到1964年，唐炳源更把南海紡織上市，成為南海紡織股份有限公司，繼續出任董事長，而公司的法定資本和實收資本分別為5,000萬港元和2,400萬港元，比當時另外兩家上市紡織企業會德豐紡織和南洋紗廠還要高。
在1970年的時候，南海紗廠面積達72萬方呎，每月生產的棉紗達240萬磅，棉布也有410萬方碼，總資產高達8,468萬港元，唐炳源也因此有「紡織大王」之名。不過，當時英美西方國家已開始考慮對紡織品實施貿易配額和撤銷特惠稅安排，對香港出口貿易的前景蒙上陰霾。面對不明朗前景，唐炳源也曾經多番表態，代表業界對貿易保護主義的抬升表達憂慮。除了南海紗廠的業務外，唐炳源也身兼美豐實業有限公司董事長，另擔任香港電話有限公司董事、香港電視廣播有限公司董事和利惠有限公司董事等商界要職。

### 公職生涯
唐炳源早在中國大陸的時候已曾任全國最高經濟委員會委員，來港以後，他在1962年7月獲香港政府委任為棉業諮詢委員會委員，由此開展在香港的公職生涯。在1964年7月，他繼而獲港府奉委為立法局非官守議員，1967年起兼任工商業諮詢委員會委員。在1968年6月，殷商李福樹宣佈辭任行政立法兩局非官守議員的職務，唐炳源遂於同年7月獲港督戴麟趾爵士委任接替李福樹為行政局非官守議員，但同時辭任立法局的職務。在兩局供職期間，唐炳源比較關注勞資關係和勞工權益，又率先響應政府的建議改善勞工待遇，是較開明的企業家。

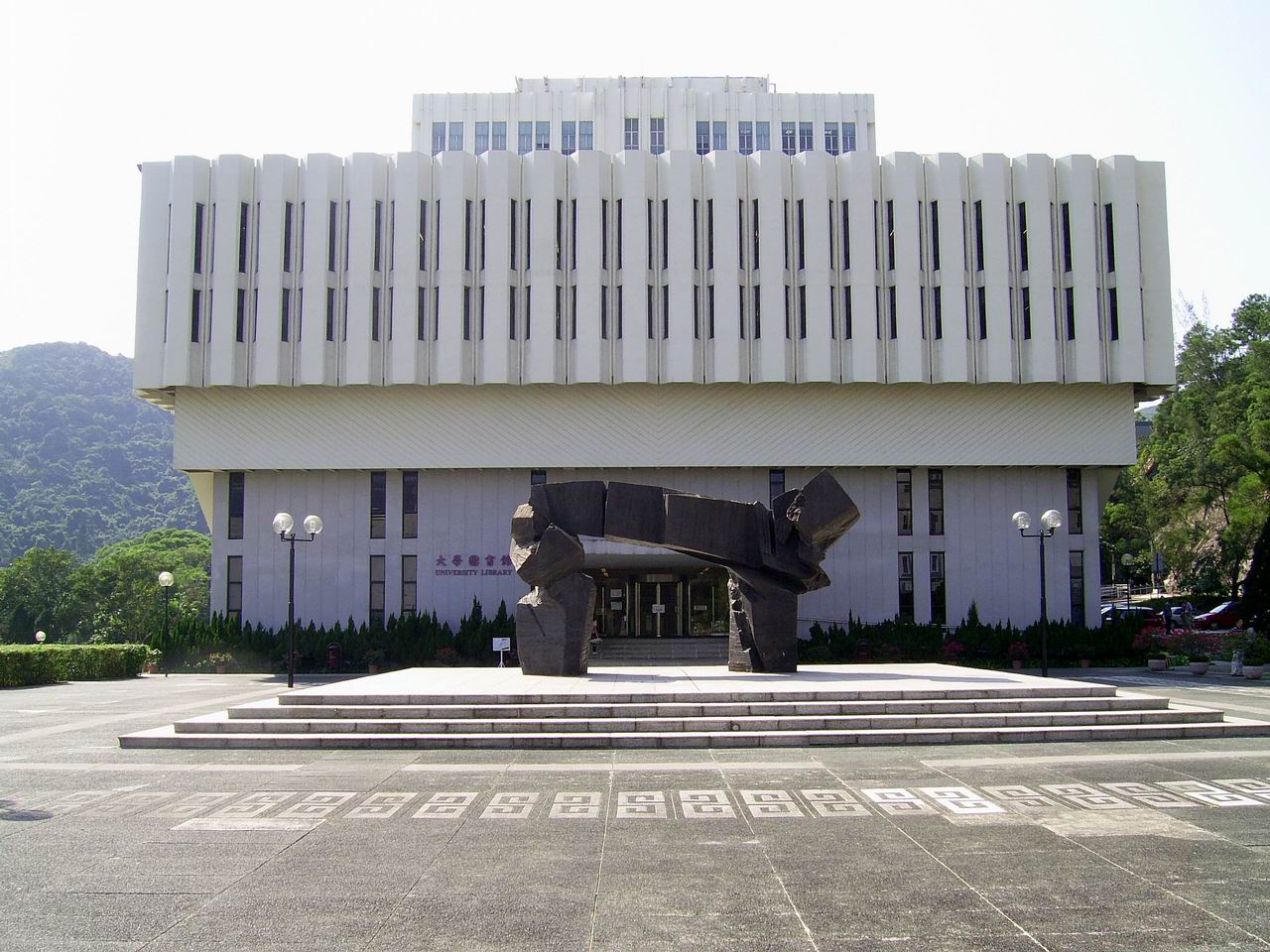
由唐炳源捐建的香港中文大學圖書館於1972年落成啟用

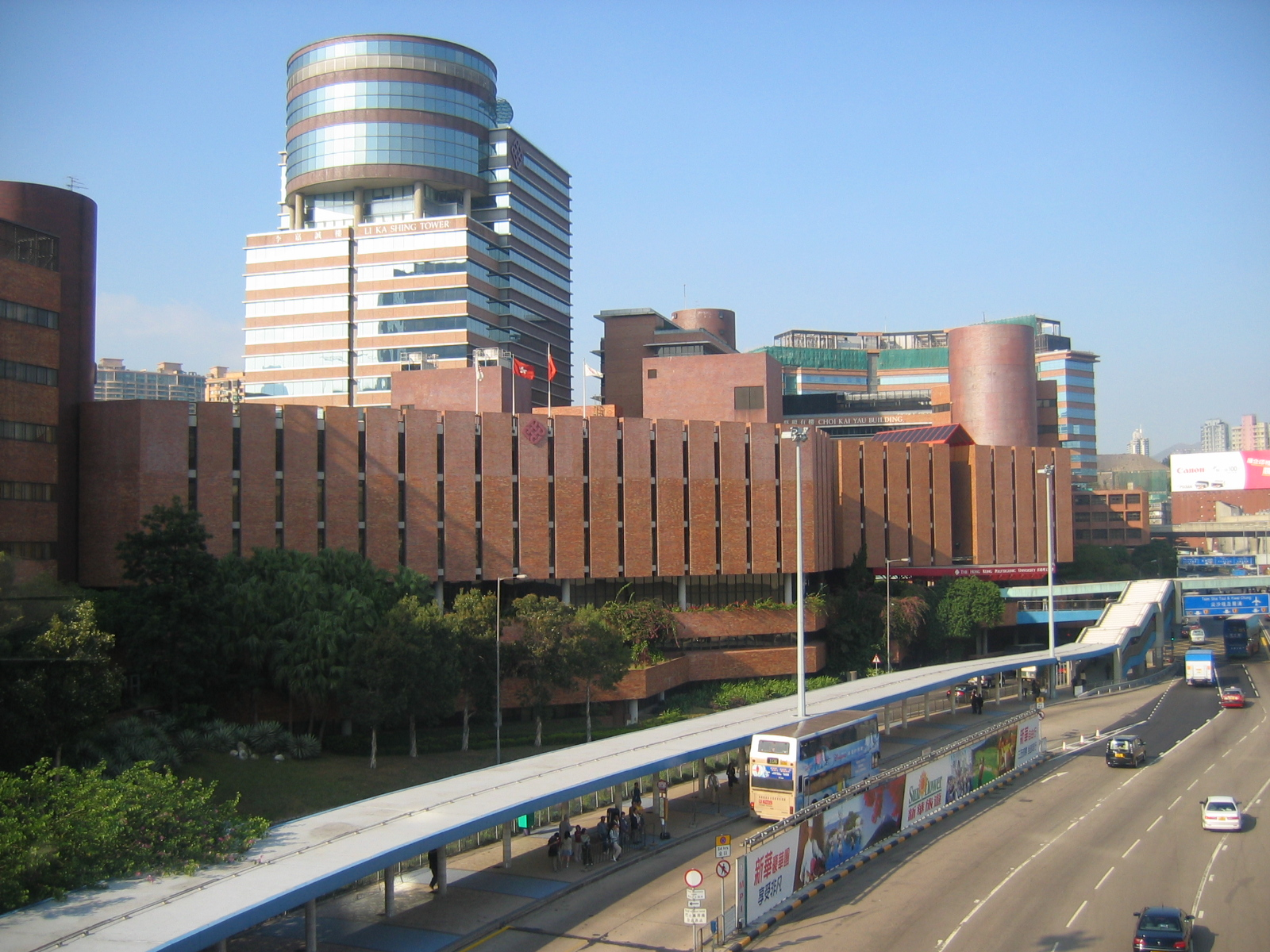
唐炳源促成香港理工學院（香港理工大學前身）在1972年設立

另一方面，唐炳源積極投身公益事業，於1960年代初曾出資捐建荃灣港安醫院，後來又與馮秉芬爵士夫人、郝禮士爵士、何瑾爵士夫人和孫秉樞博士等人提倡設立一個「福利銀庫」，專門集中籌募香港主要社會福利機構的經費來源，以提昇香港整體的社會福利服務水平。唐炳源等人的倡議促使港府在1968年11月制訂《香港公益金條例》，正式設立一個名為香港公益金的慈善團體，負責舉行籌募善款的活動。香港公益金成立後，唐炳源即獲推舉出任公益金首任會長，在他的主導下，公益金在首屆籌款活動中，一共從社會各界籌得多達600萬港元善款，用以資助香港64個社會福利機構。在任一年後，唐炳源因公務繁重，於1969年決定卸任會長一職，但獲邀改任公益金副贊助人，繼續支持公益金的各大籌款活動。
唐炳源也特別關注教育事務，早年在中國大陸的時候，他已擔任過中央研究院院務委員和國立清華大學校董等職。移居香港以後，他除了擔任港府教育委員會委員以外，還在1963年10月獲委任為香港中文大學創校校董，繼而在1964年9月獲委任為香港大學校董，以及在1966年起出任香港中文大學嶺南商科研究所諮詢委員會委員。唐炳源對香港中文大學的發展尤其關切，並且多番捐助中文大學新亞書院，復於1967年起出任新亞書院校董會主席。
唐炳源是香港中文大學圖書館大樓的主要捐建人，中文大學雖位處新界馬料水，但大學圖書館在1965年4月草創時，只於九龍設置臨時的細小館址，隨後再遷往大學本部的范克廉樓。在1964年，唐炳源捐出佔總建築開支735萬港元約一半，即300萬港元的善款，用以紀念其先翁唐保謙。整座圖書館大樓由建築師司徒惠設計，樓高五層，面積達86,000方呎，可藏書40萬冊。為保持低調，大學校方應唐炳源的要求，到圖書館規劃後期才向外公佈他作為主要捐建人的身份。在1970年9月28日，唐炳源復與大學校長李卓敏博士等嘉賓出席由港督戴麟趾爵士主持的大學圖書館奠基儀式，場面盛大。
在1969年5月，唐炳源進一步獲港府委任為香港理工學院籌劃委員會首屆主席，而委員則包括大學教育資助委員會秘書裴利、立法局非官守議員包朗和鍾士元、教育司簡乃傑、副財政司夏鼎基、人事處主任韓達誠、殷商勞倫士·嘉道理爵士、工務司盧秉信、首席助理輔政司（社會事務）羅能士和殷商胡文瀚。在主席任內，唐炳源負責領導委員會籌備理工學院的設立，並就學院選址、遷入安排、訂定董事會職權和院務規章提供不少意見，以及負起物色院長人選等職責。
為表揚唐炳源參與公職方面的貢獻，他在1964年獲奉委為非官守太平紳士，1967年英女皇壽辰名單中獲英廷獎授OBE勳銜，至1970年女皇壽辰名單中再獲高一級的CBE勳銜。香港中文大學也在1968年向他頒授榮譽法學博士學位，對其公職工作予以肯定。

### 晚年生涯

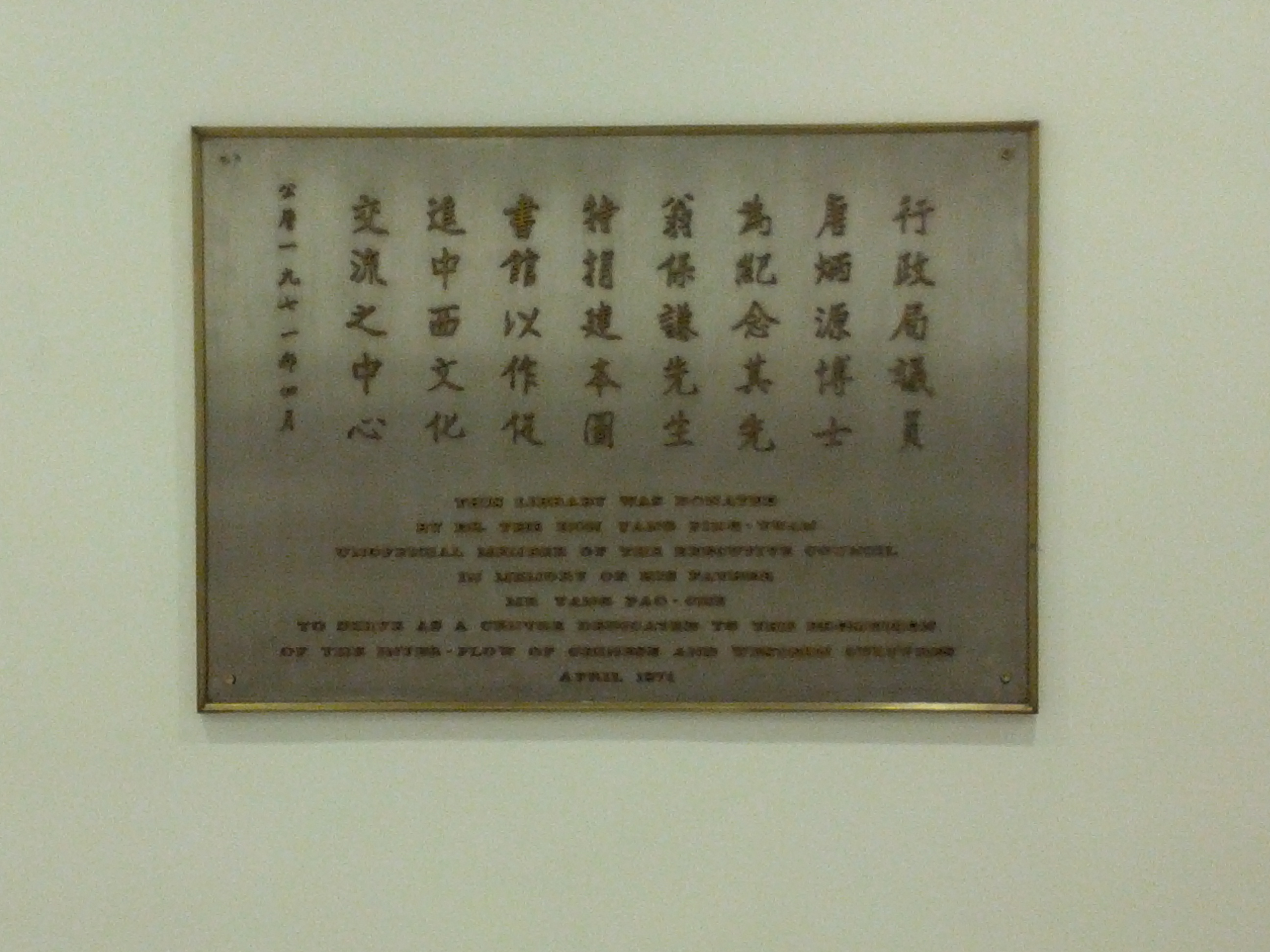
香港中文大學圖書館大樓捐建紀念匾（詳文見下）

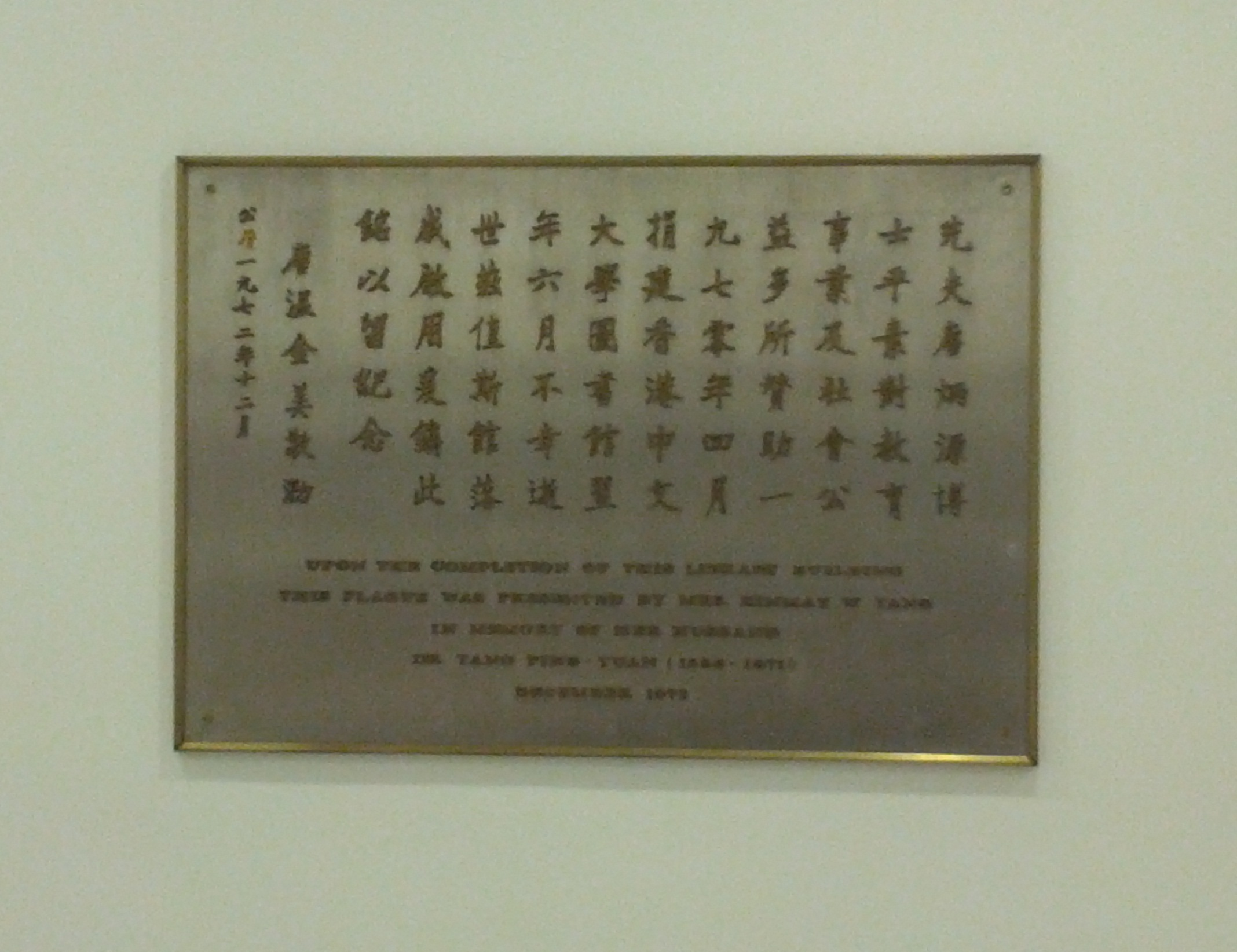
香港中文大學圖書館大樓開幕紀念匾（詳文見下）

唐炳源晚年仍專注香港理工學院的籌備工作，並於1971年4月在教育司簡寧和理工學院籌劃委員會其他委員會的陪同下，親身前赴英國會見各學院院長人選。未幾，在同年5月20日，日本駐港總領事岡田晃代表日皇裕仁在香港向唐炳源頒授勳三等瑞寶章，以表揚他在港日交流方面的貢獻，當時他的身體狀況仍未有異樣。
然而，在1971年6月11日，唐炳源因高血壓被送入養和醫院治療，期間病情惡化，終告於6月17日上午11時20分不治，終年72歲，死時仍身兼行政局非官守議員、香港大學校董、香港中文大學校董、香港中文大學新亞書院校董會主席、香港理工學院籌劃委員會主席、公益金副贊助人和南華體育會名譽會長等公職。唐炳源身後，其遺體在6月21日下午一時於香港殯儀館舉行大殮，旋於下午二時於中環花園道聖約翰座堂舉行安息禮拜。
唐炳源出殯當日，香港各界致悼者眾，而贈送的花圈數目更是不計其數。安息禮拜舉行的時候，唐炳源的靈柩由行政局非官守議員高登爵士、關祖堯爵士和簡悅強、上海商業銀行副董事長朱如堂、渣打銀行總經理梅大衛、港府工商處長姬達、香港中文大學校長李卓敏博士和九龍紗廠董事長李懋八名好友扶持，遺體隨後移奉往歌連臣角火葬場火化。
唐炳源身故時，由他領導的理工學院籌劃委員會仍在草擬向港府提交的報告書，尚餘數月便告完成。委員會為對唐炳源表達敬意，特意在他身故後讓委員會主席一位懸空，然後由委員會副主席鍾士元接手領導擬備報告書的任務，委員會的工作最終促成香港理工學院在1972年8月1日正式成立。此外，由唐炳源捐建，並由他在1970年參與見證奠基儀式的香港中文大學圖書館大樓，也終在1972年12月15日落成啟用，大學校方當日特邀請唐炳源遺孀唐溫金美主持剪綵儀式，而大學校長李卓敏博士、校董會主席簡悅強和唐炳源之子唐驥千等也有到場見證，而圖書館大樓內也分別置有兩塊紀念匾，紀念唐炳源捐建大樓以及其遺孀主持剪綵的事蹟。
唐炳源的家族後人為紀念他生前在高等教育方面的貢獻，也倣傚父親捐助香港的高等院校，不少大學設施更因此以唐炳源命名，這些設施包括香港科技大學圖書館唐炳源唐溫金美展覽廳、在2002年命名的香港理工大學唐炳源樓和唐溫金美樓、以及在2012年4月命名，同樣位於理工大學內的唐炳源廣場等。

## 個人生活
唐炳源信奉基督教，妻子是民國時期外交部次長溫秉忠的長女溫金美。唐炳源與唐溫金美育有四子三女，分別名唐驥千、唐駿千、唐驊千、唐騮千、唐志靜、唐志明和唐志雲。其中長子唐驥千後來接手父親南海紡織的業務，嘗任香港上海匯豐銀行等多家公司的董事，並在1984年至1985年任香港總商會主席，以及分別在1972年至1976年出任香港理工學院創任校董、和在1995年至2002年出任香港理工大學顧問委員會委員，曾獲英廷授予CBE勳銜。
毗陵唐氏的另一分支在香港也有一定的影響力，唐炳源的堂姪孫唐英年歷任香港立法局和立法會議員、財政司司長和政務司司長等要職；至於唐英年的父親唐翔千則是唐炳源的堂姪；唐英年的祖父唐君遠即為唐炳源的堂弟。與唐炳源一樣，唐君遠和唐翔千父子也在香港從事紡織業。

## 榮譽^

### 殊勳
- 太平紳士（J.P.） （1964年11月20日，非官守[1]）
- 英帝國官佐勳章（O.B.E.） （1967年英女皇壽辰名單[17]）
- 英帝國司令勳章（C.B.E.） （1970年英女皇壽辰名單[18]）
- 勳三等瑞寶章 （1971年，日本[19]）

### 名譽博士
- 法學博士
  - 香港中文大學 （1968年[8]）

## 注腳
1. 1 2 3 4 5 6 7 8 9  岑維休（1970年），頁46。
2. ↑  本文採月1898年9月8日之說（參見：Who's Who of the Chinese Students in America (1921), p. 68.）；另一說為1898年11月22日（參見：《中國工商界四大家族》（1995年），頁258。）
3. 1 2 3  〈唐英年家譜大起底〉（2003年8月17日）
4. 1 2 3 4 5  〈英女皇壽辰授勳名單公佈〉（1967年6月10日）
5. 1 2 3  〈唐保謙〉（2006年9月1日）
6. ↑  柳渝（1997年）
7. 1 2  Who's Who of the Chinese Students in America (1921), p. 68.
8. 1 2 3 4 5 6  〈中文大學頒授學位典禮，五位領受學位人士讚詞〉（1968年6月28日）
9. 1 2 3 4  馮邦彥（1997年），頁140。
10. 1 2  〈美限制人纖輸入，已威脅港紡織業〉（1971年5月1日）
11. ↑  OFFICIAL REPORT OF PROCEEDINGS (26 June 1968)
12. 1 2  〈公益金的誕生〉
13. 1 2  〈公益金同寅哀悼唐炳源〉（1971年6月20日）
14. ↑  〈英女皇壽辰對香港居民賜勳銜名單〉（1970年6月13日）
15. 1 2 3 4  〈大學圖書館舉行奠基禮〉（1970年10月），頁1至2。
16. 1 2 3  〈本港工業教育將展開新之一頁，籌設科技學院〉（1969年5月21日）
17. 1 2  "Supplement to Issue 44326 （页面存档备份，存于）", London Gazette, 2 June 1967, p. 21.
18. 1 2  "Supplement to Issue 45117 （页面存档备份，存于）", London Gazette, 5 June 1970, p. 19.
19. 1 2 3 4 5  〈兩局議員工業界鉅子唐炳源昨逝世〉（1971年6月18日）
20. ↑  〈唐炳源博士逝世，全港市民同表哀悼〉（1971年7月15日）
21. ↑  〈唐炳源遺體後天舉殯，紳商名流致祭者眾〉（1971年6月19日）
22. 1 2  〈唐炳源博士昨舉殯哀榮〉（1971年6月22日）
23. 1 2  鍾士元爵士（2001年），頁112及頁114。
24. 1 2  〈中文大學圖書館開幕〉（1973年1月），頁1至2。
25. ↑  〈理大「唐炳源樓」及「唐溫金美樓」命名典禮〉（2002年10月18日）
26. 1 2  〈理大舉行「唐炳源廣場」命名典禮〉（2012年4月17日）
27. ↑  《中國工商界四大家族》（1995年），頁258。
28. ↑  〈訃聞〉（1971年6月20日）

### 中文資料
- 〈英女皇壽辰授勳名單公佈〉，《工商日報》第五頁，1967年6月10日。
- 〈中文大學頒授學位典禮，五位領受學位人士讚詞〉，《華僑日報》第三張第三頁，1968年6月28日。
- 〈本港工業教育將展開新之一頁，籌設科技學院〉，《華僑日報》第四張第二頁，1969年5月21日。
- 岑維休主編，《香港年鑑》。香港：華僑日報，1970年。
- 〈英女皇壽辰對香港居民賜勳銜名單〉，《華僑日報》第二張第一頁，1970年6月13日。
- 〈大學圖書館舉行奠基禮〉，《中文大學校刊》第七卷第二期。香港：中文大學校刊編輯委員會，1970年10月。網上版本（页面存档备份，存于）
- 〈美限制人纖輸入，已威脅港紡織業〉，《大公報》第四版，1971年5月1日。
- 〈兩局議員工業界鉅子唐炳源昨逝世〉，《工商日報》第十一頁，1971年6月18日。
- 〈唐炳源遺體後天舉殯，紳商名流致祭者眾〉，《工商日報》第十二頁，1971年6月19日。
- 〈公益金同寅哀悼唐炳源〉，《工商日報》第十二頁，1971年6月20日。
- 〈訃聞〉，《工商日報》第十二頁，1971年6月20日。
- 〈唐炳源博士昨舉殯哀榮〉，《工商日報》第十一頁，1971年6月22日。
- 〈唐炳源博士逝世，全港市民同表哀悼〉，《工商日報》第七頁，1971年7月15日。
- 〈中文大學圖書館開幕〉，《中文大學校刊》第九卷第四期。香港：中文大學校刊編輯委員會，1973年1月。網上版本（页面存档备份，存于）
- 《中國工商界四大家族》。中共中央黨校出版社，1995年。
- 馮邦彥著，《香港華資財團》。香港：三聯書店（香港）有限公司，1997年。
- 柳渝主編，《中國百年商業巨子》。長春市：東北師範大學出版社，1997年。網上版本（页面存档备份，存于）
- 鍾士元爵士著，《香港回歸歷程: 鍾士元回憶錄》。香港：中文大學出版社，2001年。
- 〈理大「唐炳源樓」及「唐溫金美樓」命名典禮〉，《新聞稿》。香港：香港理工大學，2002年10月18日。網上版本
- 〈唐英年家譜大起底〉，《文匯報》，2003年8月17日。網上版本（页面存档备份，存于）
- 〈唐保謙〉，《中國無鍚政府門戶網站》，2006年9月1日。網頁
- 〈理大舉行「唐炳源廣場」命名典禮〉，《新聞稿》。香港：香港理工大學，2012年4月17日。網上版本
- 〈公益金的誕生〉。香港公益金，造訪於2012年12月20日。網上版本

### 英文資料
- Who's Who of the Chinese Students in America. Lederer, Street & Zeus Company, 1921.
- OFFICIAL REPORT OF PROCEEDINGS. Hong Kong: Hong Kong Legislative Council, 26 June 1968. 網上版本（页面存档备份，存于）

## 外部連結
- 理大舉行「唐炳源廣場」命名典禮，2012年4月17日
- 中文大學圖書館開幕（页面存档备份，存于），1972年12月15日
- 大學圖書館舉行奠基禮（页面存档备份，存于），1970年9月28日

| 學術機關職務               | 學術機關職務                                  | 學術機關職務            |
| -------------------------- | --------------------------------------------- | ----------------------- |
| 前任： 董之英 （臨時主席） | 香港中文大學 新亞書院校董會主席 1967年-1971年 | 繼任： 李祖法           |
| 其他職務                   |                                               |                         |
| 前任者： 新創設            | 香港公益金會長 1968年 - 1969年                | 繼任者： 戴麟趾爵士夫人 |